# ФК Арсенал Тиват
ФК Арсенал Тиват, црногорски је фудбалски клуб из Тивта, који се такмичи у Првој лиги Црне Горе. Своје домаће утакмице игра на Стадиону у парку.
Клуб је основан 1919. године и после Ловћена (1913) најстарији је клуб у Црној Гори. Након проглашења независности Црне Горе на Референдуму 2006. и формирања фудбалских такмичења у Црној Гори, Арсенал се углавном такмичио у Другој лиги. У сезони 2021/22. завршио је на другом мјесту, након чега је у баражу побиједио Подгорицу и пласирао се у Прву лигу Црне Горе по први пут у историји. У сезони 2022/23. завршио је на трећем мјесту и пласирао се у квалификације за Лигу конференције.

## Историја

### 1914-1940
Основан 1919. године, Арсенал је други најстарији фудбалски клуб у Црној Гори, након годину дана старијег ФК Ловћен. Клуб је први пут успостављен као ФК Орјен. Током 1930. године тим је био спојен са још једним клубом из Тивта - ФК Зрињски. После фузије, тим је почео да игра под новим именом ФК Арсенал. Име је изведено из оближњег објекта за поправку морнарице "МРТЗ Сава Ковачевић", познатог колоквијално као Арсенал.
ФК Арсенал је остварио највеће успехе у историји у периоду 1925-1940. Тим из Тивта у то вријеме играо је на црногорском првенству у фудбалу, са изузетним успјехом у сезони 1937. - освајањем титула црногорског првака. Арсенал је постао једини клуб изван Подгорице и Цетиња који је освојио титулу на црногорском првенству у периоду 1925-1940.

### 1945-2006
Након Другог свјетског рата, ФК Арсенал је играо у првој сезони Црногорске лиге (1946), заједно са Будућност, Ловћен и Сутјеска. ФК Арсенал је у првој сезони 1955-56 постао промоција за Југословенску другу лигу (зона Б). Одиграли су три године у другој лиги и прешли у Републичку лигу након сезоне 1957-58.
Већина сезоне у периоду 1958-2006. Арсенал је провео у Црногорској лиги, са другим местом у сезони 1958-59 као велики успјех.
Током осамдесетих и деведесетих, Арсенал је произвео многе талентоване играче. Његова омладинска екипа која је укључивала генерацију играча рођених 1971/72. Године, сматра се најталентованијим у клубу. Тренирали су Радован Вукотић и Златко Вуксановић и продуковали играче попут Ивице Краља (Партизан, Порто и ПСВ), Жељко Бузић (Хајдук Кула), Славен Боровић (Чукарички) или Зоран Вуксановић (Раднички Ниш и Хајдук Кула).

### Од 2006
Након независности Црне Горе, ФК Арсенал је постао члан црногорске Друге лиге у својој инаугуралној сезони (2006—07). Са често испадањем у трећу лигу Црне Горе, Арсенал је до сада провео шест сезона у другој лиги.
У исто време, Арсенал је три пута освојио Јужни покрајински куп (2009, 2010, 2011).

## Арсенал у европским такмичењима
| Сезона   | Такмичење         | Коло        | Држава    | Клуб     | Дом. терен | Гос. терен | Укупно |
| -------- | ----------------- | ----------- | --------- | -------- | ---------- | ---------- | ------ |
| 2023/24. | Лига конференције | 1. коло кв. | Јерменија | Алашкерт | 1:6        | 1:1        | 2:7    |

## Познати бивши играчи
Испод је листа најзначајнијих играча који су током своје каријере играли за ФК Арсенал.
- Ивица Краљ
- Бранислав Јанковић
- Зоран Вуксановић

## Стадион
Клуб игра у Стадиону парку у Тивту, у близини Порто Монтенегро Марина, који је раније био објекат поморске поправке МТРЗ Сава Ковачевић, популарно познат као Арсенал, након чега је клуб именован. Капацитет стадиона је 2.000 места.

## Резултати у такмичењима у Црној Гори
| Сезона   | Ранг | Лига                      | Бр.екипа  | Позиција   | Куп             |
| -------- | ---- | ------------------------- | --------- | ---------- | --------------- |
| 2006/07. | 2    | Друга лига                | 12        | 5. мјесто  | Прво коло       |
| 2007/08. | 2    | Друга лига                | 12        | 9. мјесто  | Четвртфинале    |
| 2008/09. | 2    | Друга лига                | 12        | 11. мјесто | Прво коло       |
| 2009/10. | 3    | Трећа лига — Јужна регија | Непознато | 2. мјесто  | Прво коло       |
| 2010/11. | 3    | Трећа лига — Јужна регија | Непознато | 2. мјесто  | Прво коло       |
| 2011/12. | 3    | Трећа лига — Јужна регија | Непознато | 1. мјесто  | Осмина финала   |
| 2012/13. | 2    | Друга лига                | 12        | 10. мјесто | Прво коло       |
| 2013/14. | 2    | Друга лига                | 12        | 5. мјесто  | Прво коло       |
| 2014/15. | 2    | Друга лига                | 12        | 12. место  | Прво коло       |
| 2015/16. | 3    | Трећа лига — Јужна регија | 7         | 2. мјесто  | Није учествовао |
| 2016/17. | 3    | Трећа лига — Јужна регија | 5         | 1. мјесто  | Није учествовао |
| 2017/18. | 3    | Трећа лига — Јужна регија | Непознато | 1. мјесто  | Прво коло       |
| 2018/19. | 2    | Друга лига                | 10        | 5. мјесто  | Осмина финала   |
| 2019/20. | 2    | Друга лига                | 10        | 6. мјесто  | Осмина финала   |
| 2020/21. | 2    | Друга лига                | 10        | 2. мјесто  | Четвртфинале    |
| 2021/22. | 2    | Друга лига                | 10        | 2. мјесто  | Осмина финала   |
| 2022/23. | 1    | Прва лига                 | 10        | 3. мјесто  | Финале          |
| 2023/24. | 1    | Прва лига                 | 10        | 7. мјесто  | Осмина финала   |
| 2024/25. | 1    | Прва лига                 | 10        | 8. мјесто  | Осмина финала   |